# نمادهای اسلام
نمادهای اسلام نشانه‌ها و نمادهای دیداری هستند که ناگفتاری و نانوشتاری‌اند و برای بیان آشنایی با اسلام یا یک سنت ویژه در اسلام که احساس شادی، غم، هواخواهی (طرفداری) و دیگر را برای مخاطب فراخوان می‌کند یا حتی برای نشان دادن باورها و اندیشه‌ها به‌کار می‌رود.
برخی نمادها چون سبز از گاه‌ها پیش و در بسیاری از جاها، با اسلام پیوند خورده‌اند. دیگر نمادها دارای درازا و گسترهٔ محدود و کراندار هستند.
هنر اسلامی بیش‌تر از اینگونه نمادها برای نمایش اندیشه‌های پیچیده بهره می‌برد (پیکرنگاری را ببینید). معماری اسلامی نیز اینگونه نمادها را برای آراستن ساختمان‌های دینی همچون مسجدها، خوانگاه‌ها، درگاه‌ها و دیگر به کار برده است. در پرچم‌های پاکستان، ترکیه، موریتانی، صحرای غربی، کومور، آذربایجان، الجزایر، مالزی، سنگاپور، ازبکستان، ترکمنستان، تونس و لیبی نشان ماه و ستاره دیده می‌شود که نماد اسلام است. همچنین پرچم جمهوری اسلامی ایران نیز با شعار اسلامی لا اله الا الله و ۲۲ الله اکبر، نشان اسلامی بودن کشور است. در پرچم کشورهای عربستان سعودی و افغانستان شعار اسلامی لا اله الا الله محمد رسول‌الله دیده می‌شود که صرفاً برای اسلامی بودن کشور انتخاب شده است.

## هلال و ستاره

پرچم عثمانی و سپس ترکیه از ۱۹۳۶

هلال و ستاره نماد سنتی شهر قسطنطنیه (استانبول امروزی) بوده است که بعدها توسط ترکان عثمانی به کار گرفته می‌شود و پس از آن به یکی از نمادهای اسلام تبدیل می‌شود.
این نماد در پرچم کشورهای اسلامی ترکیه، پاکستان، موریتانی، آذربایجان، الجزایر، مالزی، سنگاپور، ازبکستان، ترکمنستان، تونس و لیبی نمایان است.

## ویژگی‌های ظاهری ساختمان‌های دینی
جهت‌یابی ساختمان‌های دینی در گذشته با خورشید، ماه، ستارگان یا سیارات در یک راستا قرار می‌گرفت و اغلب نزدیک کوه‌ها، غارها، درخت‌ها یا رودخانه‌های سرشناس ساخته می‌شد. شباهت ساختمان‌های دینی همه ادیان مفهوم مرکزیت به‌عنوان فضایی مقدس است. این مرکز با دروازه‌ها چارچوب در بخش بیرونی و درونی شناخته می‌شود. نور و رنگ نیز از ویژگی‌های متمایز این عمارت‌ها تلقی می‌شود که هرکدام از ساختمان‌های دینی براساس سنت‌های دینی و فرهنگی خود و همچنین خاستگاه‌ها و بنیادهای خود از رنگ نقاشی‌های دیواری، اشکال اساطیری، شیشه‌کاری منقوش انعکاس نور خورشید و انعکاس نور ماه بهره می‌گیرند.

## نگارخانه

پرچم پاکستان و استان‌های آن با ماه و ستاره
پرچم ایران با نوشته الله و بیست و دو الله و اکبر
پرچم عربستان سعودی با شمشیر و شهادتین
پرچم سنگاپور با ماه و پنج ستاره
پرچم افغانستان با نوشته شهادتین الله و اکبر